# X-Men vs. Street Fighter
X-Men vs. Street Fighter è un videogioco di tipo picchiaduro a incontri uscito per sala giochi nel 1996 e poi convertito per le console PlayStation (con sottotitolo EX Edition nell'edizione giapponese) e Sega Saturn (versione uscita ufficialmente solo in Giappone). Il gioco, creato dalla Capcom in collaborazione con la Marvel Comics (casa editrice dei fumetti X-Men), permette di scegliere tra vari personaggi delle due saghe X-Men e Street Fighter.
Era il primo crossover della serie Street Fighter. Innovò la serie anche introducendo incontri a coppie stile tag team, e fu molto notevole ai suoi tempi per la grafica e la fluidità dell'azione.

## Modalità di gioco
È necessario scegliere due personaggi per i combattimenti. 
Nella versione per sala giochi e quella Saturn entrambi i personaggi scelti sono totalmente utilizzabili e comandati dal giocatore (uno alla volta, in un tag team), e si possono scambiare al volo con un'apposita combinazione di tasti (oltre al poter eseguire super attacchi combinati).
Su PlayStation invece il primo è quello che si utilizza per tutto il gioco, mentre il secondo è solo un aiuto che appare qualche volta su richiesta del giocatore, per proteggere dalle combo avversarie o per sferrare un attacco combinato.
I personaggi sono in grado di eseguire scatti avanti e indietro e saltare a due diverse altezze: una base a circa un paio di metri, e un'altra circa tripla. I colpi possono venire parati anche durante i salti e in genere la difesa non fa perdere energia. L'energia vitale (la salute) è riportata su una barra verde nella parte superiore dello schermo, mentre una barra nella parte inferiore indica il livello di energia utilizzabile per le super combo (o per richiedere un istantaneo intervento da parte del personaggio di supporto). Questa barra può raggiungere uno o più livelli: consumandone due è possibile utilizzare una devastante super-combo contemporanea con entrambi propri personaggi.
La presenza di personaggi con superpoteri giustificò l'introduzione di mosse con effetti molto spettacolari. Le mosse speciali dei personaggi di Street Fighter sono state potenziate e spettacolarizzate rispetto alla norma, in modo da poter competere con quelle degli X-Men.
Al termine di un round, prima che l'avversario si rialzi, è possibile premere il tasto Start per riprendere il controllo del proprio personaggio e così poter colpire ancora l'avversario a terra, benché questo non abbia effetti sullo svolgimento della partita.
In versione PlayStation, oltre alla rimozione del tag team, mancano alcuni fotogrammi da alcune animazioni e possono verificarsi dei rallentamenti durante l'esecuzione delle super mosse combinate. La versione per Saturn è una trasposizione più fedele all'originale, grazie all'utilizzo di una cartuccia con 4 Megabyte di memoria RAM aggiuntiva, venduta assieme al gioco.

### Tipi di partita
Il gioco si suddivide in varie modalità:
- Battle mode dove si può scegliere un personaggio e intraprendere la sua storia;
- Versus mode che permette di sfidare un altro giocatore nell'opzione multigiocatore;
- Survival mode, disponibile solo su console, dove il giocatore affronta una serie a oltranza di combattimenti a singolo round con la barra della salute che si riempie solo parzialmente fra uno scontro e il successivo[7].
- Training mode, disponibile solo su PlayStation, per migliorare le proprie abilità allenandosi contro personaggi passivi[7].

Nella modalità di gioco principale, una volta scelti i due personaggi (indifferentemente fra le due saghe), si affronta una serie di incontri contro altre squadre di due personaggi (un personaggio di Street Fighter in coppia con uno degli X-Men e viceversa). Per vincere un round è necessario sconfiggere entrambi i personaggi dell'avversario.
A fine incontro i vincitori vengono mostrati su uno sfondo di fumetti Marvel e uno dei due dice una frase d'effetto in una nuvoletta.
Dopo tali incontri, il giocatore deve affrontare come boss finale Apocalisse, un enorme mostro metallico che entra soltanto parzialmente nello schermo, l'unico personaggio privo di un compagno. Sconfitto Apocalisse bisogna affrontare anche il proprio compagno che inaspettatamente si rivolta contro.

## Personaggi
Otto personaggi "standard" provengono dalla serie degli X-Men, e altri otto dalla serie di Street Fighter. In più sono presenti il personaggio "segreto" Akuma (Street Fighter) e il personaggio non selezionabile Apocalisse (X-Men).
| Serie X-Men | Serie Street Fighter                                                                     |
| --- | ---------------------------------------------------------------------------------------- |
| - Ciclope - Wolverine - Tempesta - Rogue - Gambit - Magneto - Fenomeno - Sabretooth - Apocalisse (solo con trucchi) | - Ryu - Ken - Chun-Li - Charlie - Dhalsim - Zangief - M. Bison - Cammy - Akuma (segreto) |

- Apocalisse - Boss finale, selezionabile solo in modalità Versus, dopo aver terminato il gioco almeno a difficoltà 5, con un trucco[8].
- Akuma (Gouki nella versione giapponese) - Personaggio segreto, per selezionarlo è sufficiente portarsi al di sopra della prima linea nella schermata di selezione dei personaggi.